# Klisorrévmata
Klisorrévmata (Kleisorrevmata) är en ort i Grekland.   Den ligger i prefekturen Nomós Aitolías kai Akarnanías och regionen Västra Grekland, i den centrala delen av landet, 210 km väster om huvudstaden Aten. Klisorrévmata ligger 25 meter över havet och antalet invånare är 288. Den ligger vid sjön Límni Lysimacheía.
Terrängen runt Klisorrévmata är kuperad söderut, men norrut är den platt. Runt Klisorrévmata är det ganska tätbefolkat, med 72 invånare per kvadratkilometer. Närmaste större samhälle är Agrínio, 9,2 km norr om Klisorrévmata. == Kommentarer ==
1. ↑  Framräknat ur höjduppgifter (DEM 3") från Viewfinder Panoramas.[2] Mer om algoritmen finns här: Användare:Lsjbot/Algoritmer.
2. ↑  Framräknat ur variansen i alla höjduppgifter (DEM 3") från Viewfinder Panoramas, inom 10 km radie.[2] Mer om algoritmen finns här: Användare:Lsjbot/Algoritmer.